# Noctuelia decorata
Noctuelia decorata là một loài bướm đêm trong họ Crambidae.